# Otília Amorim
Otília Amorim (Rio de Janeiro, 13 de novembro de 1894 — São Paulo, junho de 1970) foi uma atriz e cantora brasileira.

## Carreira
Inicia sua carreira ainda em 1910 em circo, ainda no mesmo ano participara de dois de curtas-metragens.  Em 1911 estreara como corista no Teatro Carlos Gomes com a revista Peço a Palavra. Após participar de vários teatros populares tornara-se primeira atriz da Companhia de Revistas do Teatro São José, em 1918. Ainda no Rio de Janeiro, lançara no Teatro João Caetano a marcha “Zizinha”, de Freitinhas. Fundara em 1922 a sua própria companhia teatral. 
No ano de 1926 mudara-se para São Paulo, onde monta uma trupe com o ator Sebastião Arruda e faz caravanas por todo o país. Ainda em São Paulo, integrara as companhias de Jardel Jércolis e a Companhia Permanente do Teatro Colombo.
Em 1912 estrelara o filme A Vida do Barão do Rio Branco, dirigido por Alberto Botelho. Com Alma Sertaneja (1919), de Luís de Barros, fizera um dos primeiros nu artísticos do cinema brasileiro. Seu último filme fora O Campeão de Futebol, de 1931, dirigido por Genésio Arruda. 
Uma das poucas cantoras que tem voz registrada em discos, gravara 11 fonogramas de 78 rotações, dentre eles: Desgraça Pouca é Bobagem (1931); Vou te Levar (1931); Eu sou Feliz (1931); Nêgo Bamba (1931); e Oiá a Ganga (1931).
Afastara-se da carreira artística na década de 1940. Em 1963 recebera a medalha Homenagem ao Mérito da Associação Brasileira de Críticos Teatrais, por sua contribuição ao teatro, juntamente a Belmira de Almeida, Abigail Maia, Alda Garrido e Rosália Pombo.

## Filmografia
| Ano  | Filme                         | Personagem | Nota           |
| ---- | ----------------------------- | ---------- | -------------- |
| 1910 | Noivado de Sangue             | —          | Curta-metragem |
| 1911 | O Conde de Luxemburgo         | —          | Curta-metragem |
| 1912 | A Vida do Barão do Rio Branco | —          |                |
| 1918 | Alma Sertaneja                | Maria      |                |
| 1919 | Ubirajara                     | Aracy      |                |
| 1931 | O Campeão de Futebol          | —          |                |

## No teatro
- 1911 - Peço a Palavra
- 1920 - O Pé de Anjo
- 1932 - O Brasil É Nosso
- 1936 - A Esperança da Família
- Gato Baeta e Carapicu
- Se a moda pega
- Papagaio Louro